# Cambará do Sul
Cambará do Sul este un oraș în Rio Grande do Sul (RS), Brazilia.